# Víctor Adriazola
Víctor Manuel Adriazola Ortiz (3 giugno 1943) è un ex calciatore cileno, di ruolo difensore.

## Carriera

### Club
Ha sempre giocato nel campionato cileno.

### Nazionale
Con la Nazionale cilena ha partecipato al Campeonato Sudamericano 1967.